# VX Sagittarii
VX Sagittarii es una estrella supergigante roja (quizás incluso hipergigante) situada en la constelación de Sagitario y visible con telescopios de aficionado.

## Características
Se halla a una distancia aproximada de entre 1,5 y 2,0 kiloparsecs del Sol según diversos científicos, lo cual junto con su posición en el cielo indica que pertenece posiblemente a la asociación estelar Sagittarius OB1, la misma a la que pertenece por ejemplo la nebulosa de la Laguna, y su luminosidad de acuerdo con diversos estudios ha sido estimada entre 200.000 y 300.000 veces la del Sol, lo que la sitúa entre las estrellas más luminosas conocidas.
VX Sagittarii tiene un diámetro aparente de 8,82 milisegundos de arco, que a una distancia de 1,7 kiloparsecs se traduce en un diámetro real de casi 1520 veces el del Sol —comparable al de las mayores supergigantes rojas como Mu Cephei, V354 Cephei, o KY Cygni—, y su espectro y temperatura varían entre M5.5 y M9.8, y 3300 K y 2400 K respectivamente, lo que puede indicar también variaciones en su tamaño. Dicho comportamiento, así como la presencia de agua en su atmósfera, es más parecido al de estrellas de la Rama asintótica gigante como Mira que a las de estrellas supergigantes rojas.
Éste astro está rodeado por una nebulosidad muy compacta y simétrica, con un tamaño real de aproximadamente 150 unidades astronómicas asumiendo la misma distancia antes mencionada, un borde interior situado a 100 unidades astronómicas de ella, y un espesor de 50 unidades astronómicas.
Al igual que con otras estrellas supergigantes rojas como las ya mencionadas antes, el destino último de VX Sagittarii es posiblemente acabar estallando como supernova.